# Reinthalergraben
Der Reinthalergraben ist ein rund 0,3 Kilometer langer, rechter Nebenfluss der Kainach in der Steiermark.

## Verlauf
Der Reinthalergraben entsteht im südlichen Teil der Gemeinde Kainach bei Voitsberg, im Süden der Katastralgemeinde Kohlschwarz, nördlich der Karl-Ortner-Siedlung und südöstlich des Hofes Reinthalerhof. Er fließt zuerst in einem flachen Linksbogen und anschließend in einem flachen Rechtsbogen insgesamt nach Osten. An der Grenze der Katastralgemeinden Kohlschwarz und Bärnbach mündet er im westlichen Teil des Ortes Afling, nordöstlich der Karl-Ortner-Siedlung sowie südöstlich des Hofes Reinthalerhof etwa 150 Meter westlich der L341 in die Kainach.
Auf seinem Lauf nimmt der Reinthalergraben keine anderen Wasserläufe auf.